# Jenson Brooksby
Jenson Tyler „J. T.“ Brooksby (* 26. října 2000 Sacramento, Kalifornie) je americký profesionální tenista. Ve své dosavadní kariéře na okruhu ATP Tour vyhrál jeden singlový turnaj. Na challengerech ATP a okruhu ITF získal šest titulů ve dvouhře.
Na žebříčku ATP byl ve dvouhře nejvýše klasifikován v červnu 2022 na 33. místě Trénuje ho Joseph Gilbert.
Asociace tenisových profesionálů jej v roce 2021 vyhlásila nováčkem roku.

## Soukromý život
Narodil se roku 2000 v kalifornském Sacramentu do rodiny anesteziologa Glena a Tanii Brooksbyových. Křestní jméno získal po pilotovi formule 1 Jensonu Buttonovi. Tenis začal hrát ve čtyřech letech. Praktikuje fyzicky náročný, útočný styl tenisu.

## Tenisová kariéra
V roce 2018 na divokou kartu ovládl juniorský Easter Bowl. Trofej z juniorského mistrovství USA do 18 let, po finálové výhře nad Brandonem Nakashimou, mu zajistila divokou kartu do hlavní soutěže US Open 2018. V ní debutoval na okruhu ATP Tour. Na úvod podlehl pozdějšímu australskému čtvrtfinalistovi Johnu Millmanovi. V akademickém roce 2019/2020 měl hrát univerzitní tenis na Baylorově univerzitě v texaském Wacu. Kvůli zranění palce na noze ale nenastoupil do žádného zápasu. V závěru roku 2020 oznámil, že se další tenisové kariéry na akademické půdě vzdává, s plánem vstoupit mezi profesionály.
Jako hráč z konce čtvrté světové stovky obdržel divokou kartu do kvalifikace US Open 2019, z níž postoupil do newyorské hlavní soutěže. V prvním kole dvouhry přehrál 98. hráče žebříčku Tomáše Berdycha v jeho posledním utkání profesionální kariéry. Následně však nenašel recept na gruzínskou turnajovou sedmnáctku Nikoloze Basilašviliho. Po turnaji nehrál čtrnáct měsíců kvůli zraněním ramena a vykloubenému palci u nohy.

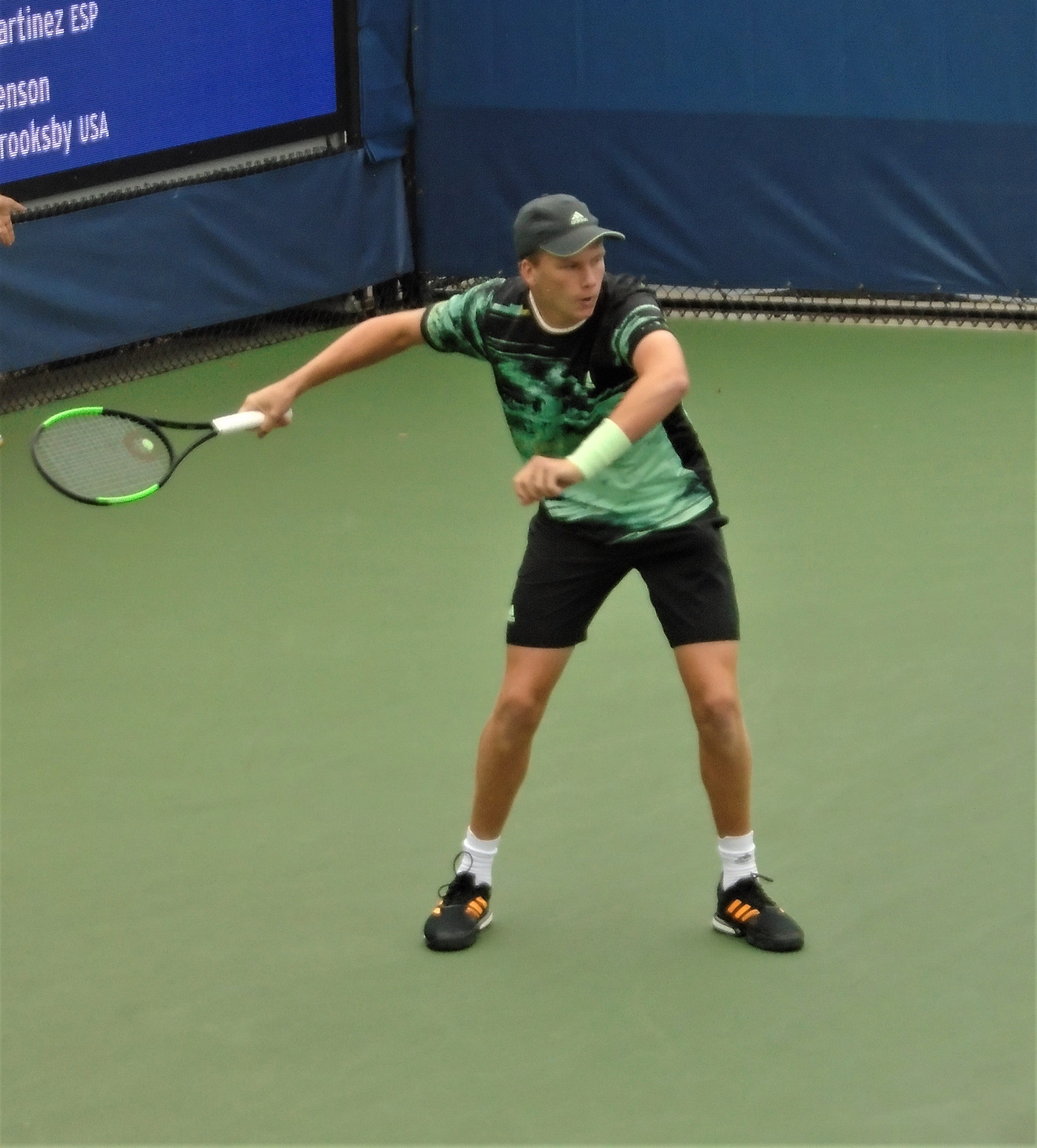
V kvalifikaci US Open 2019

V sezóně 2021 získal první tři tituly na challengerech v jihoafrickém Potchefstroomu a ve floridském Orlandu a Tallahassee. Debutové finále na túře ATP si zahrál na travnatém Hall of Fame Open 2021 v rhodeislanském Newportu, kde postupně vyřadil Rusa Jevgenije Donského, Američana Denise Kudlu, Němce Petra Gojowczyka a sedmého nasazeného Australana Jordana Thompsona. Ve 45leté historii newportského turnaje se tak jako 20letý hráč stal druhým nejmladším finalistou, po 19letém Gregu Rusedskim z roku 1993. V přímém boji o titul však podlehl Jihoafričanu Kevinu Andersonovi. Jednalo se rovněž o jeho první účast ve čtvrtfinále a semifinále okruhu ATP Tour.
Do premiérového čtvrtfinále i semifinále v kategorii ATP 500 se probojoval na srpnovém Citi Open 2021 ve Washingtonu, D.C., kde poprvé porazil člena elitní světové padesátky, patnáctého v pořadí Félixe Augera-Aliassimeho. Poté zdolal Johna Millmana. Až v semifinálové fázi jej zastavil dvacátý čtvrtý tenista pořadí, Ital Jannik Sinner. Na Washington Open se z pozice 130. hráče žebříčku stal nejníže postaveným semifinalistou od Johna Isnera v roce 2007, jemuž patřila 416. příčka. Bodový zisk jej 9. srpna 2021 poprvé posunul do první světové stovky, na 99. místo klasifikace ATP. V sérii Masters prožil první start na kanadském National Bank Open 2021, kde jej v zahajovacím zápase zastavil Nikoloz Basilašvili. Na divokou kartu zasáhl do US Open 2021. Po výhrách nad Švédem Mikaelem Ymerem, krajanem Taylorem Fritzem a Rusem Aslanem Karacevem v pěti setech postoupil do osmifinále. Člena první světové desítky premiérově porazil ve třetím kole BNP Paribas Open 2022 v Indian Wells, když vyřadil pátého v pořadí Stefanose Tsitsipase.
První titul na okruhu ATP vybojoval ve 24 letech, když z pozice kvalifikanta ovládl antukový U.S. Men's Clay Court Championships 2025 v Houstonu. Na cestě za vítězstvím vyřadil tři nejvýše nasazené a odvrátil pět mečbolů, jeden Federicu Agustínu Gómezovi v úvodním kvalifikačním kole, tři Alejandru Tabilovi ve druhém kole a jeden Tommymu Paulovi v semifinále. Ve finále pak zdolal turnajovou dvojku Francese Tiafoea po dvousetovém průběhu. Z pozice 507. hráče žebříčku v představoval Houstonu nejníže postaveného čtvrtfinalistu, semifinalistu, finalistu i vítěze. Na túře ATP se, od jejího založení v roce 1990, stal třetím nejníže postaveným šampionem, po 777. hráči pořadí Čilićovi v Chang-čou 2024 a 550. muži klasifikace Hewittovi v Adelaide 1998. Po skončení se na žebříčku vrátil do Top 175.

## Finále na okruhu ATP Tour

### Dvouhra: 5 (1–4)
| Legenda                   |
| ------------------------- |
| Grand Slam (0)            |
| Turnaj mistrů (0)         |
| ATP Tour Masters 1000 (0) |
| ATP Tour 500 (0)          |
| ATP Tour 250 (1–4)        |

| Stav      | č. | datum         | turnaj                         | kategorie | povrch    | soupeř ve finále | výsledek           |
| --------- | -- | ------------- | ------------------------------ | --------- | --------- | ---------------- | ------------------ |
| Finalista | 1. | červenec 2021 | Newport, Spojené státy         | ATP 250   | tráva     | Kevin Anderson   | 6–7(8–10), 4–6     |
| Finalista | 2. | únor 2022     | Dallas, Spojené státy          | ATP 250   | tvrdý (h) | Reilly Opelka    | 6–7(5–7), 6–7(3–7) |
| Finalista | 3. | červenec 2022 | Atlanta, Spojené státy         | ATP 250   | tvrdý     | Alex de Minaur   | 3–6, 3–6           |
| Vítěz     | 1. | duben 2025    | Houston, Spojené státy         | ATP 250   | antuka    | Frances Tiafoe   | 6–4, 6–2           |
| Finalista | 4. | červen 2025   | Eastbourne, Spojené království | ATP 250   | tráva     | Taylor Fritz     | 5–7, 1–6           |

## Tituly na challengerech ATP a okruhu ITF

### Dvouhra (6 titulů)
| Legenda                 |
| ----------------------- |
| ATP Challenger Tour (3) |
| ITF (3)                 |

| Č. | datum         | turnaj                               | okruh             | povrch | poražený finalista         | výsledek      |
| -- | ------------- | ------------------------------------ | ----------------- | ------ | -------------------------- | ------------- |
| 1. | březen 2019   | Bakersfield, Spojené státy           | World Tennis Tour | tvrdý  | Aleksandar Vukic           | 6–3, 6–1      |
| 2. | červenec 2019 | Champaign, Spojené státy             | World Tennis Tour | tvrdý  | Oliver Crawford            | 6–2, 6–1      |
| 3. | červenec 2019 | Decatur, Spojené státy               | World Tennis Tour | tvrdý  | Santiago Rodríguez Taverna | 6–1, 6–4      |
| 1. | únor 2021     | Potchefstroom, Jihoafrická republika | Challenger        | tvrdý  | Teimuraz Gabašvili         | 2–6, 6–3, 6–0 |
| 2. | duben 2021    | Orlando, Spojené státy               | Challenger        | tvrdý  | Denis Kudla                | 6–3, 6–3      |
| 3. | duben 2021    | Tallahassee, Spojené státy           | Challenger        | antuka | Bjorn Fratangelo           | 6–3, 4–6, 6–3 |